# Лешје
За чланак о истоименом манастиру који се налази изнад села, погледајте чланак Лешје.
Лешје је насеље у Србији у општини Параћин у Поморавском округу. Према попису из 2022. било је 280 становника. Изнад села, на обронцима планине Баба, налазе се остаци средњовековног манастира посвећеног Пресветој Богородици, манастир Пресвете Богородице у Лешју је обновљен почетком 21. века.
По локалном веровању, назив села потиче од лешева монаха и мештана које су Османлије побиле средином 16. века у манастиру, који су после тога срушили. С друге, историографске, стране, у повељи кнеза Лазара, насталој на Хрисовуљи патријарха Спиридона из 1379. године, се потврђује даривање Црепа Вукославића обновљеном властелинству цркве Матере Божије и то: села Лештија, села Брестнице, села Голубовци, села Видови у Заструми, села Сињи Вир који је држао Драгослав Ветер. У том обновљеном властелинству улазило је и једно језеро односно блато на Годомину које се звало „Мртва Морава”. Овај извод из повеље кнеза Лазара указује на корен имена данашњег села много пре окупације Турака.
Овде се налазе Запис орах у манастиру (Лешје) и Запис липа у манастиру (Лешје).

## Демографија
У насељу Лешје живи 352 пунолетна становника, а просечна старост становништва износи 46,3 година (44,4 код мушкараца и 48,1 код жена). У насељу има 118 домаћинстава, а просечан број чланова по домаћинству је 3,58.
Ово насеље је великим делом насељено Србима (према попису из 2002. године), а у последња три пописа, примећен је пад у броју становника.
|  |

| Демографија | Демографија | Демографија |
| Година      | Становника  | Становника  |
| ----------- | ----------- | ----------- |
| 1948.       | 594         |             |
| 1953.       | 628         |             |
| 1961.       | 633         |             |
| 1971.       | 583         |             |
| 1981.       | 534         |             |
| 1991.       | 511         | 493         |
| 2002.       | 422         | 443         |

| Етнички састав према попису из 2002.‍ | Етнички састав према попису из 2002.‍ | Етнички састав према попису из 2002.‍ | Етнички састав према попису из 2002.‍ | Етнички састав према попису из 2002.‍ |
| ------------------------------------ | ------------------------------------ | ------------------------------------ | ------------------------------------ | ------------------------------------ |
|                                      |                                      |                                      |                                      |                                      |
| Срби                                 | Срби                                 |                                      | 412                                  | 97,63%                               |
| Русини                               | Русини                               |                                      | 1                                    | 0,23%                                |
| непознато                            | непознато                            |                                      | 6                                    | 1,42%                                |

| Година пописа     | 1948. | 1953. | 1961. | 1971. | 1981. | 1991. | 2002. |
| ----------------- | ----- | ----- | ----- | ----- | ----- | ----- | ----- |
| Број домаћинстава | 119   | 126   | 130   | 133   | 130   | 127   | 118   |

| Број чланова      | 1  | 2  | 3  | 4  | 5  | 6  | 7 | 8 | 9 | 10 и више | Просек |
| ----------------- | -- | -- | -- | -- | -- | -- | - | - | - | --------- | ------ |
| Број домаћинстава | 18 | 29 | 13 | 19 | 14 | 17 | 5 | 3 | 0 | 0         | 3,58   |

| Пол    | Укупно | Неожењен/Неудата | Ожењен/Удата | Удовац/Удовица | Разведен/Разведена | Непознато |
| ------ | ------ | ---------------- | ------------ | -------------- | ------------------ | --------- |
| Мушки  | 186    | 40               | 124          | 19             | 3                  | 0         |
| Женски | 190    | 24               | 127          | 35             | 4                  | 0         |
| УКУПНО | 376    | 64               | 251          | 54             | 7                  | 0         |

| Пол    | Укупно                    | Пољопривреда, лов и шумарство | Рибарство                            | Вађење руде и камена | Прерађивачка индустрија       |
| ------ | ------------------------- | ----------------------------- | ------------------------------------ | -------------------- | ----------------------------- |
| Мушки  | 81                        | 8                             | 0                                    | 1                    | 51                            |
| Женски | 27                        | 1                             | 0                                    | 0                    | 9                             |
| УКУПНО | 108                       | 9                             | 0                                    | 1                    | 60                            |
| Пол    | Производња и снабдевање   | Грађевинарство                | Трговина                             | Хотели и ресторани   | Саобраћај, складиштење и везе |
| Мушки  | 0                         | 1                             | 8                                    | 1                    | 4                             |
| Женски | 0                         | 0                             | 5                                    | 2                    | 0                             |
| УКУПНО | 0                         | 1                             | 13                                   | 3                    | 4                             |
| Пол    | Финансијско посредовање   | Некретнине                    | Државна управа и одбрана             | Образовање           | Здравствени и социјални рад   |
| Мушки  | 1                         | 0                             | 1                                    | 0                    | 1                             |
| Женски | 3                         | 0                             | 1                                    | 3                    | 2                             |
| УКУПНО | 4                         | 0                             | 2                                    | 3                    | 3                             |
| Пол    | Остале услужне активности | Приватна домаћинства          | Екстериторијалне организације и тела | Непознато            | Непознато                     |
| Мушки  | 1                         | 0                             | 0                                    | 3                    | 3                             |
| Женски | 0                         | 0                             | 0                                    | 1                    | 1                             |
| УКУПНО | 1                         | 0                             | 0                                    | 4                    | 4                             |